# 담양 연동사지 삼층석탑
담양 연동사지 삼층석탑(潭陽 煙洞寺址 三層石塔)은 대한민국 전라남도 담양군 금성면 금성리, 연동사지에 있는 고려시대의 삼층석탑이다. 1997년 7월 15일 전라남도의 문화재자료 제200호로 지정되었다.

## 개요
연동사의 옛 터에 석불 1구와 함께 남아 있는 탑으로, 1층 기단(基壇) 위에 3층의 탑신(塔身)을 올리고 있다.
기단의 네 모서리와 탑신의 몸돌에는 기둥 모양을 새겨 놓았다. 지붕돌은 윗면이 완만한 곡선을 이루며 네 모서리선이 목조지붕의 지붕선처럼 뚜렷하게 표현되었다. 지붕돌 밑면에는 별도의 돌을 끼워 넣어 층급받침을 대신하고 있다. 꼭대기에는 노반(露盤:머리장식받침) 위로 앙화(仰花:활짝 핀 연꽃모양의 장식)가 놓여 머리장식을 하고 있다.
무너져 각 부재들이 흩어져 있던 것을 1996년에 새로 복원한 것이다. 담양읍오층석탑(보물 제506호)과 곡성가곡리오층석탑(보물 제1322호) 등과 같이 백제계 석탑양식을 이어받은 것으로, 고려 후기에 세운 것으로 추정된다.

## 참고 문헌
- 담양연동사지3층석탑 - 국가유산청 국가유산포털